# Juan Rivas
Juan María Romero Rivas (La Zarza-Perrunal, Andalucía, España; 9 de agosto de 1953) fue un futbolista español que se desempeñaba como defensor y ejerció  su carrera en el Sevilla F. C. Su hermano Felipe Romero Rivas también fue jugador profesional.

## Clubes
| Club       | País   | Año       |
| ---------- | ------ | --------- |
| Sevilla FC | España | 1974-1984 |